# Grb Slavonije
Grb Slavonije, povijesni hrvatski grb koji se danas nalazi u kruni grba Hrvatske, a predstavlja heraldički simbol regije Slavonije. Između druge polovice 16. i sredine 19. stoljeća, ovaj grb se koristio i kao grb Hrvatsko-dalmatinsko-slavonskog kraljevstva, jer je zbog osmanskih osvajanja, srednjovjekovno središte Hrvatske bilo izgubljeno, a političko i državno-pravno težište hrvatskih zemalja bilo premješteno s juga na sjever, u međurječje Drave i Save. Grb se opisuje kao štit na kojem je u gornjem dijelu prikazana zvijezda, a između dvije linije koje predstavljaju rijeke, nalazi se prikaz kune okrenute prema heraldički desnoj strani.

## Povijest grba Slavonije
Kralj Vladislav II. Jagelović (1490. – 1516.) potvrdio je 8. prosinca 1496. godine slavonskim velikašima zemaljski grb Kraljevine Slavonije u obliku štita s kunom između dvije rijeke sa šestokrakom zvijezdom u vrhu štita. Predložak za lik četveronožne životinje koju se identificiralo s kunom, bio je zapravo lav u hodu koji je predstavljao dinastički simbol mlađih kraljeva i hrvatskih hercega iz vladarske obitelji Arpadovića, čiji se prikaz nalazio na aversu slavonskih banovaca, koje su kovali hrvatski hercezi i banovi cijele Slavonije od druge polovice 13. do druge polovice 14. stoljeća. Činjenica da se u kraljevoj grbovnici šesterokraka zvijezda naziva Marsovom zvijezdom (Mart), upućuje na zaključak kako je u razdoblju do kraja 15. stoljeća među slavonskim plemstvom došlo do pogrešnog vjerovanja da je životinja prikazana na novcima zapravo kuna, imajući u vidu da se kuna na srednjovjekovnom latinskom jeziku nazivala martes. Iz te latinske riječi nastao je i izraz marturina, odnosno kunovina, koja se plaćala kao porez prvenstveno na području između Drave i Save.
Tijekom druge polovice 19. stoljeća primat na području Trojedne Kraljevine Hrvatske, Slavonije i Dalmacije preuzima šahirani hrvatski grb, kao nacionalni simbol svih Hrvata. Danas je slavonski grb dio službenog grba Republike Hrvatske i smješten je u kruni iznad glavnog grba.

## Galerija
- Povijesni grb Slavonije
- Grb Kraljevine Slavonije
- Slavonski grb, Budimpešta, Mađarska
- Grb Slavonije, Košice, Slovačka
- Grb Slavonije na oznaci hrvatskog bana
- Grb Slavonije unutar grba Kraljevine Hrvatske i Slavonije

## Vanjske poveznice
|  | Zajednički poslužitelj ima još gradiva o temi Grb Slavonije |

- Hrvatski grb Hrvatska enciklopedija
- Mate Božić piše o svom otkriću - Kuna u grbu Slavonije bila je - lav - dalmatinskiportal.hr